# Mladen Cukon
Mladen Cukon, hrvatski nogometaš iz Pule. Iz puljske nogometne obitelji. Brat nogometaša Roberta i Nevena Cukona. Igrao za puljski Tehnomont u sezoni 1964./1965. Nakon toga igrao za drugoligašku Istru. Nastupao je za riječki Orijent, zagrebački Dinamo, Rijeku, Metros Croatia iz Toronta, te za amatersku reprezentaciju Jugoslavije.